# Flagellater

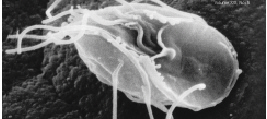
Giardia lamblia

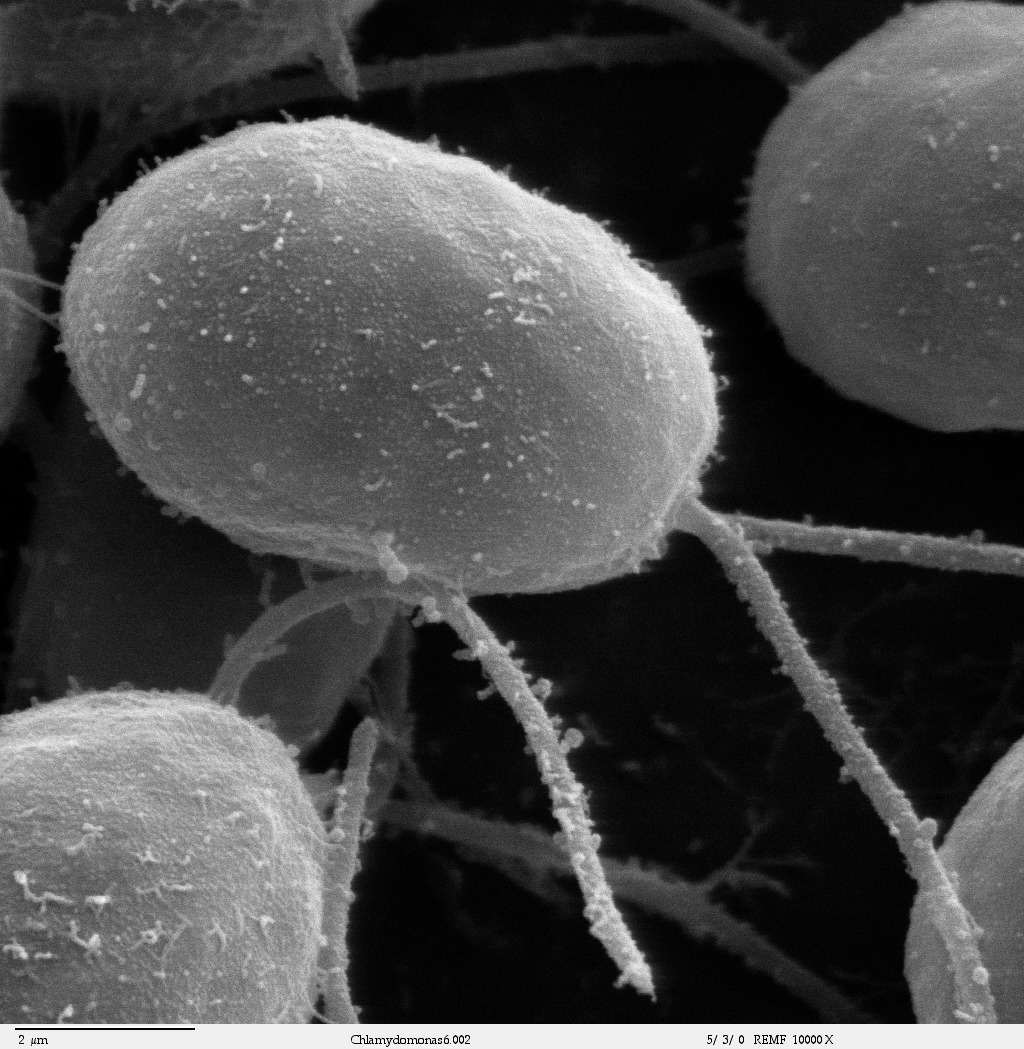
Chlamydomonas

Flagellater, även benämnda gisselorganismer eller gisseldjur, är encelliga protister. De har flageller – gissel – det vill säga piskliknande organeller som ofta används för förflyttning. Flagellerna hos dessa organismer är oftast färre än fyra i antal. Över 7 000 arter räknas till flagellaterna. Förut grupperades de i Mastigophora, men de olika linjerna verkar inte vara närmare besläktade.
Det är möjligt att ur-eukaryoten var en flagellat, och om inte, så uppstod flagellaterna tidigt. Djur, svampar, och växter härstammar alla från flagellater.
Många flagellater är parasitiska former som framkallar (allvarliga) sjukdomar, exempelvis afrikansk sömnsjuka.
Bland flagellaterna finns dinoflagellaterna som är vanliga i både salt- och sötvatten. Noctiluca är ett släkte inom dinoflagellaterna som kan orsaka mareld. Dinoflagellaterna utgör en viktig bas i näringskedjan men är också orsaken till giftiga algblomningar. Ett annat exempel på flagellater är släktet giardia, med omkring 40 arter som kan hittas i tarmkanalen hos olika ryggradsdjur. Trypanosoma är ett släkte zooflagellater som lever som parasiter och orsakar sjukdomar inom gruppen trypanosomiasis. Arten Trypanosoma evansi orsakar sjukdomen surra hos hästar och kameler.